# 坂本徳松
坂本 徳松（さかもと とくまつ、1908年9月8日 - 1988年8月13日）は、日本の国際政治評論家。

## 生涯
高知県中村市出身。東京帝国大学文学部社会学科卒業後、南満州鉄道株式会社（満鉄）東亜経済調査局に入る。1954年、日本ベトナム友好協会を創立。1955年、ニューデリーで開かれたアジア諸国民会議に出席、のちアジア・アフリカ人民連帯日本委員会、日本カンボジア友好協会理事長など。1956年より愛知大学政経学部教授。社団法人中国研究所評議員。1974年、北方領土返還促進運動を組織。

## 著書
- 南方文化論 大阪屋号書店, 1942.
- ガンヂイ 日本評論社, 1944. 東洋思想叢書
- ローザ・ルクセンブルグ 黄土社, 1949. 革命思想家評伝叢書
- ネール 人間・思想・政策 日本協同出版, 1952.
- 前進座 黄土社, 1953.　のち青木文庫
- ネール 平和と独立の指導者 岩崎書店, 1958. 少国民の偉人物語文庫
- ガンディー 真理のたたかいとインド解放 誠文堂新光社, 1961. 歴史の人間像　のち旺文社文庫
- 東南アジア 新しい理解のために 社会思想社, 1967. 現代教養文庫
- ガンジー 清水書院, 1969. センチュリーブックス. 人と思想
- 現代インドの政治と社会 法政大学出版局, 1969.
- インドシナ人民戦争 叢書現代のアジア・アフリカ. 2 三省堂, 1971.
- 第三世界論 東方書店, 1976.

## 共著
- ホーおじさん ホー・チ・ミンの歩んだ道 グェン・リン・ニェップ共著. 理論社, 1954.
- 十七億のめざめ 世界をゆるがすバンドン精神 蝋山芳郎共編著. 平凡社, 1957. へいぼんぶっくす
- 植民地主義と民族革命 西野照太郎,中川信夫共著. 三一書房, 1960. 戦後世界の政治と経済
- たたかうベトナム 岡倉古志郎,甲斐静馬共著 日本アジア・アフリカ連帯委員会編.　1965 AA新書
- ベトナム戦争と労働運動 岡倉古志郎, 陸井三郎,吉岡吉典共著 労働旬報社, 1966.10.
- 南ベトナム解放区 その美しい祖国の建設 編著. 社会新報, 1968.
- 返せ北方領土 甲斐静馬共著. 青年出版社, 1977.5.

## 翻訳
- ヘーゲル哲学とマルクス主義 ルドルフ・ハウス 同人社, 1933.
- 地政治学入門 カール・ハウスホーファー 土方定一共訳. 育成社, 1941. 新世代叢書
- インドの歴史 K.M.パニッカル 三木亘共訳. 東洋経済新報社, 1959.
- 演説集 ネールー 大類純共訳 世界大思想全集 河出書房新社, 1962.
- 解放の思想 ホー・チ・ミン 大類純共編訳. 大和書房, 1966.

## 参考
- 日本人名大事典『坂本徳松(2)』 - コトバンク
- 「坂本徳松君の死を悼む」甲斐静馬　『中国研究月報』第486号，1988年8月